# Leichtathletik-Weltmeisterschaften 2011/Teilnehmer (Mazedonien)
| Gelbes Symbol für Goldmedaillen mit stilisierten Olympischen Ringen | Graues Symbol für Silbermedaillen mit stilisierten Olympischen Ringen | Braundes Symbol für Bronzemedaillen mit stilisierten Olympischen Ringen |
| ------------------------------------------------------------------- | --------------------------------------------------------------------- | ----------------------------------------------------------------------- |
| —                                                                   | —                                                                     | —                                                                       |

Der mazedonische Leichtathletik-Verband stellte bei den Leichtathletik-Weltmeisterschaften 2011 im koreanischen Daegu eine Teilnehmerin.

## Ergebnisse

### Frauen

#### Laufdisziplinen
| Athletin     | Disziplin | Qualifikation | Qualifikation | Vorlauf | Vorlauf | Halbfinale    | Halbfinale    | Finale        | Finale        |
| Athletin     | Disziplin | Zeit          | Platz         | Zeit    | Platz   | Zeit          | Platz         | Zeit          | Platz         |
| ------------ | --------- | ------------- | ------------- | ------- | ------- | ------------- | ------------- | ------------- | ------------- |
| Ivana Rožman | 100 m     | 12,48 s       | 14            | 12,42 s | 50      | ausgeschieden | ausgeschieden | ausgeschieden | ausgeschieden |